# Allium beypazariense
Allium beypazariense — вид квіткових рослин з підродини цибулевих, що зростає в Туреччині (Середня Анатолія, райони Бейпазари та Чайірхан). Він росте на вапнякових скелях на висоті 600–800 м і відомий лише з типової місцевості в Бейпазари, також його сфотографован в районі Чайірхан.

## Морфологічний опис
Цибулина яйцеподібна, 1–2.5 × 1–2 см; зовнішні оболонки молочно-коричневі, внутрішні оболонки білуваті. Стеблина одна чи дві на цибулину, прямовисна, воскова, 12–15 см заввишки, 5.5–6 мм ушир, циліндрична, від пурпуруватого до сірувато-зеленого забарвлення, гола, зазвичай міцна, на 1/2–2/3 довжини вкрита листковими піхвами. Листків (1)2–4(5), циліндричні, 7–8 см завдовжки та (2)2.5–3.0 мм ушир. Обгортка відігнута з двома нерівними стулками, стійка, до 8–10 см, не менше ніж у 2 рази довша за суцвіття. Суцвіття щільне, 60–80 квіток, 4.5–5 см в діаметрі, майже кулясте, квітконіжки майже рівні або майже так, (1)1.5–2(2.5) см, темно-фіолетові в основі. Оцвітина дзвоноподібна, 4.5–5 × 3.5–4 мм; листочки оцвітини неоднакові, рожево-білі, внутрішні — (4)4.5–5 × 1.5–2(2.5) мм, зовнішні — (4)4.5–5 ×2–2.5(2.5) мм. Тичинки злегка витягнуті, з простими білими нитками, а пиляк жовтий, але фіолетовий по краях. Коробочка куляста, 4.5–5 × 4.5–5 мм, поверхня зморщена. Насіння чорне, складчасте, широко-напівкругле, 3–4 × 2 мм.